# Блейз, Соня
Соня Блейз (англ. Sonya Blaze; род. 8 июня 1999 года, Стерлитамак, Башкортостан) — российская порноактриса.

## Карьера
Родилась в Стерлитамаке, Республика Башкортостан, Россия. С восемнадцати лет работала ню-моделью. Попала в индустрию фильмов для взрослых весной 2021 года после знакомства с российской порноактрисой Джией Лиссой. Снимается для студий Hentaied, LetsDoeIt, MetArt, Vixen Media Group (бренды Blacked и Vixen) и других в сценах мастурбации, традиционного и лесбийского секса. Интересы Блейз представляет венгерское букинг-агентство JulModels Джулии Гранди.
За сцену триолизма в фильме Jia, главную роль в котором сыграла Джиа Лисса, Блейз в августе 2022 года была награждена премией XBIZ Europa Award в категории «Лучшая сцена секса — полнометражный фильм».
По данным сайта IAFD на июнь 2025 года, снялась в более чем 80 порнофильмах и сценах.

## Награды и номинации
| Год  | Награда           | Результат | Категория                                                                               | Фильм                                                 |
| ---- | ----------------- | --------- | --------------------------------------------------------------------------------------- | ----------------------------------------------------- |
| 2021 | XBIZ Europa Award | Номинация | Лучшая сцена секса — гонзо (вместе с Джоссом Лескафом)                                  | Flawless                                              |
| 2022 | AVN Award         | Номинация | Лучшая международная лесбийская сцена (вместе с Джией Лиссой и Лией Сильвер)            | Three Honey Bunnies                                   |
| 2022 | AVN Award         | Номинация | Лучшая международная сцена группового секса (вместе с Джией Лиссой и Мануэлем Феррарой) | Jia Episode 3                                         |
| 2022 | AVN Award         | Номинация | Лучшая новая иностранная старлетка                                                      | н/д                                                   |
| 2022 | XBIZ Europa Award | Номинация | Лучшая сцена секса — гонзо (вместе с Джеком Рипфером и Сибил)                           | After the Club                                        |
| 2022 | XBIZ Europa Award | Победа    | Лучшая сцена секса — полнометражный фильм (вместе с Джией Лиссой и Мануэлем Феррарой)   | Jia                                                   |
| 2022 | XBIZ Europa Award | Номинация | Лучший новый исполнитель                                                                | н/д                                                   |
| 2023 | AVN Award         | Номинация | Лучшая международная сцена секса мужчина/женщина (вместе с Альберто Бланко)             | Caves                                                 |
| 2025 | XMA Europa Award  | Номинация | Лучшая сцена секса — лесбийский фильм (вместе с Элли Луной)                             | Tiny Cutie Is Obsessed With Eating Her Hot BFFs Pussy |

## Избранная фильмография
- 2021 — Jia[13]
- 2021 — Natural Beauties 15[14]
- 2021 — Sweet Seduction
- 2022 — Blacked Raw V50[15]
- 2022 — Natural Beauties 17[16]
- 2022 — Threesome Fantasies 11[17]
- 2023 — Hotel Vixen (сериал, первый сезон)[18]
- 2023 — Sirens 2[19]
- 2023 — The Rocco Experience: How to Be a Great Pornstar — The Classes[20]
- 2024 — Rocco’s 4 Cams POV 7[21]